# Fivegita
La fivegita és un mineral de la classe dels silicats. Rep el nom del geòleg i enginyer de mines rus Mikhail Pavlovich Fiveg (1899-1986), especialista en jaciments minerals no metàl·lics, especialment d'apatita, qui va liderar el primer equip de prospecció d’apatita al massís de Khibini (1928-1933).

## Característiques
La fivegita és un silicat de fórmula química K₄Ca₂[AlSi₇O17(O2-xOHx)][(H₂O)2-xOHx]Cl. Va ser aprovada com a espècie vàlida per l'Associació Mineralògica Internacional l'any 2009. Cristal·litza en el sistema ortoròmbic. La seva duresa a l'escala de Mohs és 4.
L'exemplar que va servir per a determinar l'espècie, el que es coneix com a material tipus, es troba conservat a les col·leccions del Museu Mineralògic Fersmann, de l'Acadèmia de Ciències de Rússia, a Moscou (Rússia), amb el número de registre: 3881/1.

## Formació i jaciments
Va ser descoberta a la mina Tsentral'nyi, situada al mont Rasvumtxorr del Massís de Khibini (óblast de Múrmansk, Rússia), on es troba en forma de pseudomorfs després de cristalls prismàtics de delhayelita (amb terminació piramidal) de fins a 2 × 3 × 10 cm de mida. Es tracta de l'únic indret de tot el planeta on ha estat descrita aquesta espècie mineral.